# Biđ
Biđ je rječica u Slavoniji.

## Tok rijeke
Biđ izvire kod Rušćice kod Slavonskog Broda i teče najprije 2 – 3 km daleko od Save kroz Biđsko polje dodirujući sela Sredanci, Strizivojna, Vrpolje, Šiškovci, Retkovci, Prkovci te utječe u Bosut u Cerni.